# Xanthorhoe incudina
Xanthorhoe incudina là một loài bướm đêm trong họ Geometridae.